# The Baddest (bài hát của K/DA)
"The Baddest" (viết hoa toàn bộ cách điệu) là một bài hát của nhóm nhạc nữ K-pop ảo - K/DA, được phát hành dưới dạng đĩa đơn vào ngày 27 tháng 8 năm 2020 và là đĩa đơn chính trong đĩa mở rộng đầu tay All Out của họ. Đây là bài hát mới nhất của K/DA kể từ khi "Pop/Stars" được ra mắt vào năm 2018. Bài hát được sáng tác bởi Riot Music Team, cùng với Bekuh BOOM, đi kèm với một video lời bài hát đã được tải lên kênh YouTube chính thức của Liên Minh Huyền Thoại cùng ngày.

## Bối cảnh và phát hành
K/DA đã ra mắt tài khoản Twitter và Instagram chính thức của họ vào ngày 20 tháng 8. Đồng thời, Riot Games đã tiết lộ hình ảnh duy nhất về logo K/DA, bao gồm ngày trở lại và tiêu đề của bài hát trước khi phát hành của họ với cụm từ "YOUTUBE PREMIERE 8.27.2020 12 PM PT #KDA #CALLINGALLBLADES #KDAISBACK #COMEBACK #THEBADDEST ". Bắt đầu từ ngày 24 tháng 8 năm 2020, các hình ảnh cá nhân của các thành viên K/DA với diện mạo mới và phần giới thiệu thành viên đã được công bố từ Ahri - the Queen, Evelynn - the Diva, Kai'Sa - the Dancer cho đến Akali - the Rebel. Trước khi phát hành, trang Shazam của Liên Minh Huyền Thoại tiết lộ Wolftyla và Bea Miller sẽ đảm nhận phần giọng của Kai'Sa và Evelynn. Tuy nhiên, người ta vẫn chưa làm rõ tại sao không phải là giọng của Burns và Beer.
"The Baddest" sẽ được theo sau bởi một EP sắp tới từ hãng Riot Games Music, sẽ chứa các nghệ sĩ Liên Minh Huyền Thoại khác như DJ Sona, nhóm hip hop True Damage và nhóm nhạc rock Pentakill, các bản nhạc sẽ được tiết lộ vào một ngày sau đó, với việc Riot hứa hẹn sẽ có 'rất nhiều điều bất ngờ cho người hâm mộ Liên Minh Huyền Thoại và K/DA thưởng thức' và 'hướng tới việc vượt qua ranh giới truyền thống của âm nhạc với những trải nghiệm theo hướng âm nhạc'.

## Thành phần
Bài hát có tốc độ 150 bpm với thời lượng là 2:42 phút.  với sự góp giọng của các nghệ sĩ: Soyeon và Miyeon của (G) I-dle, Bea Miller và Wolftyla.

## Tiếp nhận quan trọng
Mike Stubbs của Forbes đã viết trong bài báo của mình rằng khi nghe bài hát này anh ấy cảm thấy bài hát cứ lặp đi lặp lại trong đầu, mặc dù anh ấy mới chỉ nghe một vài lần. Shacknews TJ Denzer đã rất ấn tượng bởi MV 'nó mang lại các phiên bản pop cách điệu của các vị tướng trong game - Ahri, Evelynn, Akai, và Kai'Sa ở dạng đầy đủ và thời trang để cung cấp Các Baddest', và mô tả bài hát như "một lượng lớn giọng hát hay và hình ảnh được thiết lập cho một nhịp điệu hấp dẫn". Ông cũng nhận xét rằng video âm nhạc "mang lại các phiên bản cách điệu nhạc pop của các vị tướng trong trò chơi - Ahri, Evelynn, Akai và Kai'Sa ở dạng đầy đủ và thời trang để mang đến The Baddest."  bình luận viên giải League of Legends European Championship (LEC) Daniel "Drakos" Drakos đã không thực sự thích bài hát này khi lần đầu tiên nghe nó trên Twitter. Thay vào đó, anh ấy khuyên bạn nên nghe The Baddest trên các nền tảng phát trực tuyến nhạc như Spotify và Apple Music để có được chất lượng âm thanh tốt hơn. Trong khi đó, một người chơi khác của LEC, Indiana "Froskurinn" Black, lại thích câu thoại của Kai'Sa "I came to slay back and I'm better and ready to stay." 
"The Baddest" đã được đưa vào danh sách các bài hát K-pop hay nhất của Hyperbae và Video âm nhạc năm 2020.

## Danh sách theo dõi
Tải xuống và phát trực tuyến
- 1. "The Baddest" - 2:42
- 2. "The Baddest" (inst.) - 2:42

## Đóng góp
Credits được chuyển thể từ Melon và Tidal.
- Giọng ca - Soyeon và Miyeon của (G) I-dle, Bea Miller và Wolftyla
- Riot Music Team - sản xuất, soạn nhạc, sáng tác, sản xuất giọng hát, kỹ sư hòa âm, kỹ sư bậc thầy
- Sebastien Najand - nhà soạn nhạc
- Bekuh BOOM - sáng tác, giọng hát bổ sung
- Rebecca Johnson - sáng tác
- Lydia Baek - Bản dịch tiếng Hàn
- Minji Kim - Bản dịch tiếng Hàn
- Oscar Free - sản xuất giọng hát

## Video lời bài hát
Vào ngày 27 tháng 8, một buổi đếm ngược trực tiếp bắt đầu lúc 12 giờ đêm theo giờ Thái Bình Dương trên kênh YouTube chính thức của Liên Minh Huyền Thoại, với gần 180.000 người xem trực tiếp trong suốt buổi ra mắt của nó. Trong 10 phút, video đã vượt hơn 500.000 lượt xem, và đạt 4 triệu lượt xem trong 8 giờ. Video được đạo diễn bởi Riot Games và Jordan Taylor Studios, người trước đây đã từng làm việc cho Pitch Perfect 2, phim tài liệu Kingdom of Us của Netflix và "Unorthodox" của Joey Badass. Ngày hôm sau, Riot Hàn Quốc đã phát hành một đoạn video hậu trường buổi thu âm bài hát của (G) I-dle.

## Xếp hạng
| Bảng xếp hạng (2020)                      | Vị trí cao nhất |
| ----------------------------------------- | --------------- |
| Canada Hot Digital Song Sales (Billboard) | 30              |
| Cộng hòa Séc (Singles Digitál Top 100)    | 62              |
| Hungary (Single Top 40)                   | 21              |
| Hungary (Stream Top 40)                   | 16              |
| Lithuania (AGATA)                         | 70              |
| Malaysia (RIM)                            | 16              |
| New Zealand Hot Singles (RMNZ)            | 6               |
| Scotland (OCC)                            | 70              |
| Singapore (RIAS)                          | 7               |
| South Korea (Gaon)                        | 178             |
| UK Download (Official Charts Company)     | 74              |
| Anh Quốc Indie (OCC)                      | 18              |
| US Digital Songs (Billboard)              | 28              |
| US World Digital Song Sales (Billboard)   | 1               |

## Lịch sử phát hành
| Khu vực  | Ngày phát hành      | định dạng                       | Nhà phân phối    | Ref.   |
| -------- | ------------------- | ------------------------------- | ---------------- | ------ |
| Đa dạng  | 27 tháng 8 năm 2020 | tải xuống kỹ thuật số streaming | Riot Games       | [ 33 ] |
| Hàn Quốc | 29 tháng 8 năm 2020 | tải xuống kỹ thuật số streaming | Riot Games Stone | [ 1 ]  |